# لیانلا کارل
لیانلا کارل ایتالیایی: Lianella Carell (۶ مه ۱۹۲۷ رم – ۲۲ دسامبر ۲۰۰۰ رم) بازیگر و فیلمنامه‌نویس اهل ایتالیا بود. 
و بین سال‌های ۱۹۴۸ تا ۱۹۵۸ در هجده فیلم سینمایی بازی کرد.
این بازیگر بیشتر به خاطر بازی در نقش «ماریا ریچی» در فیلم سینمایی دزد دوچرخه شناخته شده است. از دیگر فیلم‌های این بازیگر می‌توان به طلای ناپل و رسوایی در خانواده اشاره نمود.